# فرودگاه شهری فلورالا
فرودگاه شهری فلورالا (به انگلیسی: Florala Municipal Airport) یک فرودگاه همگانی بهره‌برداری هوایی است که یک باند فرود آسفالت دارد و طول باند آن ۹۷۴ متر است. این فرودگاه در کشور ایالات متحده آمریکا قرار دارد و در ارتفاع ۹۶ متر بالاتر از سطح دریا واقع شده‌است.